# Иоанн Кладас
Иоанн Кладас (Иоанн Лампадарий, греч. Ιωάννης Κλαδάς Λαμπαδάριος) — византийский церковный композитор XIV века. Был лампадарием (регентом второго хора) Софийского собора. Написал «Музыкальную грамматику» и ряд песнопений. Об Иоанне с похвалой отзывался Мануил Хрисаф.
Дочь Иоанна пошла по стопам отца.